# Psilochaeta apicalis
Psilochaeta apicalis är en tvåvingeart som först beskrevs av Malloch 1934.  Psilochaeta apicalis ingår i släktet Psilochaeta och familjen husflugor. Inga underarter finns listade i Catalogue of Life.